# Hoje Não
Hoje Não é o livro dos contos de José Luís Peixoto publicado em 2007. Foi escrito propositadamente para a Série Inéditos da Sábado.